# Konrad Dryden
Konrad Claude Dryden (nacido el 13 de septiembre de 1963) es un escritor estadounidense que ha escrito extensamente sobre la ópera italiana, en particular sobre el movimiento conocido como verismo.

## Linaje

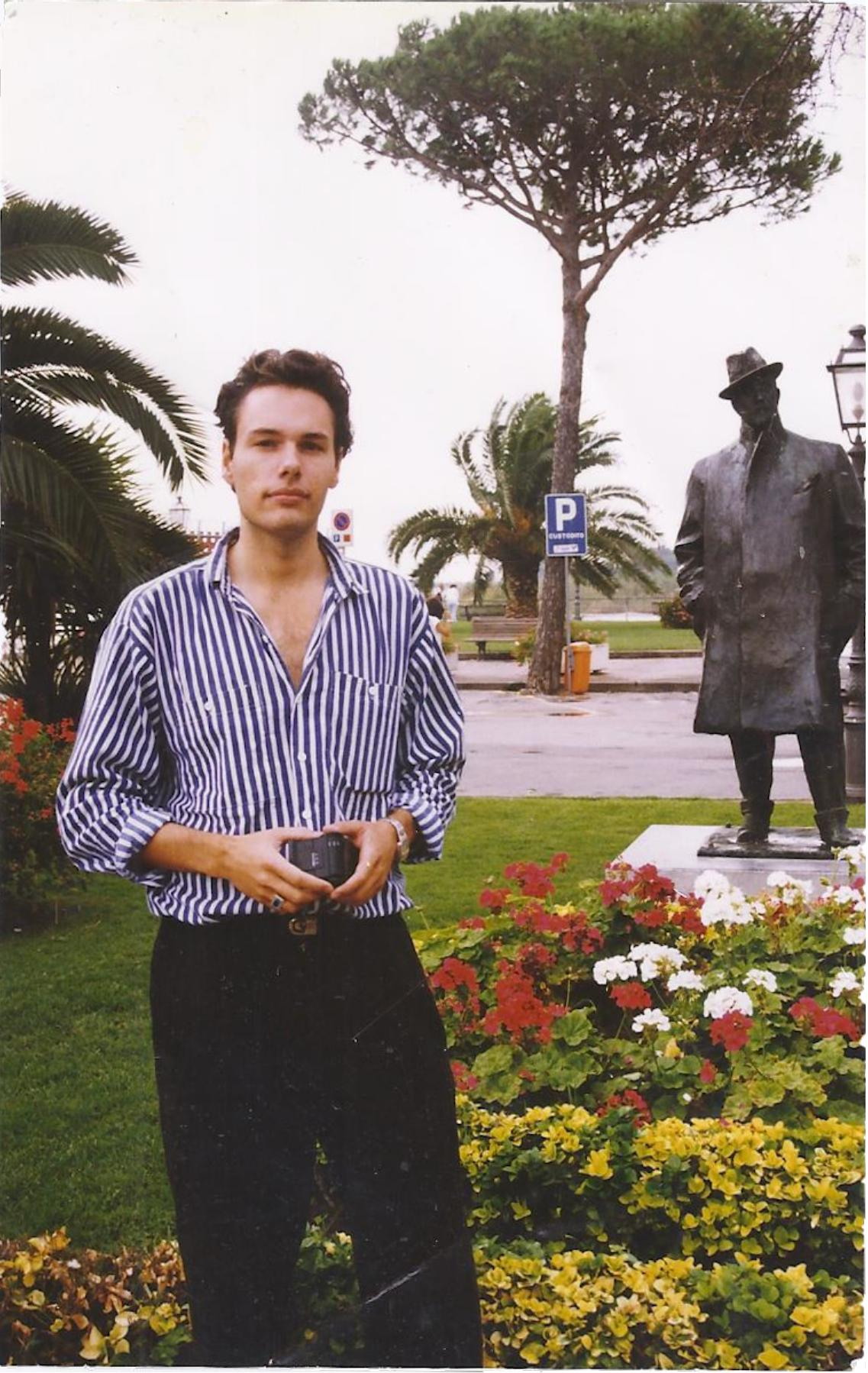
Dryden en Torre del Lago Puccini, Italia, 1987

Dryden es el hijo de un padre británico, Kenneth Dryden (una RAF piloto y descendiente del laureado poeta John Dryden), y madre alemana, Ingeborg Rudhart, un descendiente de Ignaz von Rudhart, el primer ministro de Grecia bajo el reinado del rey Otto de Grecia. Su primo, Karin Seehofer, es casada con el actual presidente de Baviera, Horst Seehofer.

## Vida
Nacido en Pasadena, California, Dryden se trasladó al norte de California a una edad temprana. Actuaciones que asisten en el War Memorial Opera House en San Francisco provocó un amor innato por la música de la ópera, que lo llevó a entrenar como una ópera de barítono en el invernadero de San Francisco de la música en 1980 con el tenor francés-canadiense Léopold Simoneau.
Un residente de Europa desde 1981, Dryden continuó su matrícula operística con el barítono Karl Schmitt-Walter en Munich, Alemania. Schmitt-Walter se destacó por sus numerosas grabaciones, así como su relación con la reapertura del Festival de Bayreuth después de la Segunda Guerra Mundial. Tras la muerte de Schmitt-Walter, Dryden, de 1982 a 1983, continuó sus estudios con el tenor estadounidense James King, tanto en Munich y Salzburgo. Acto seguido seguido un movimiento a Feldafing en el lago de Starnberg, donde Dryden pasó la mayor parte de dos años de trabajo con el barítono alemán Josef Metternich. En Italia, la mezzosoprano Gianna Pederzini ayudó Dryden a completar sus estudios con el barítono Gino Bechi en Florencia. Bechi, uno de los barítonos más conocidos de Italia, había cantado Alfio en el HMV grabación del de Mascagni Cavalleria rusticana bajo la dirección del compositor en 1940.
Dryden grabó un álbum de arias y canciones en 1987 antes de hacer su debut operístico en una producción televisada a nivel nacional como Uberto en Pergolesi's La serva Padrona en 1988. En 1991, se casó Dryden el historiador condesa de Florencia Peyronnet (nacido en 1968). Un hijo nacido de esta unión en 1991.

## Carrera
En 1999, publicó Dryden Riccardo Zandonai, una biografía, la primera totalmente documentada monografía dedicada al compositor de Francesca da Rimini. Escrito específicamente para este volumen fueron prólogo de Renata Scotto, así como la hija del compositor, Tarquinia Jolanda Zandonai. Una segunda biografía, Leoncavallo: Vida y obras, con un prólogo de Plácido Domingo y Piera Leoncavallo, apareció en 2007. Una edición anterior, patrocinado por la baronesa Hildegarde von Münchhausen, que había comprado una gran cantidad de raíces del compositor, anterior a la presente en 2007. Tras la publicación, Dryden participó en una serie de entrevistas grabadas para la radio alemana (NDR) y la Bayerische Kammeroper. Su biografía más reciente, Franco Alfano, más allá de Turandot (prólogo de Magda Olivero), fue lanzado en 2010. Por estas monografías, Dryden mismo insistió en que se traduce en Inglés todo el material de archivo del alemán, italiano y francés.
Desde el año 2000, Dryden ha contribuido regularmente ensayos y artículos para los siguientes teatros de ópera y salas de conciertos: Ópera de San Francisco; Royal Opera, Covent Garden; Metropolitan Opera, Nueva York; Teatro Real, Madrid; Concertgebouw, Ámsterdam; Gran Teatro del Liceo, Barcelona; Ópera de París; Opera de San Diego; Wexford Opera Festival; Opera de Roma; Ópera Alemana de Berlín y la Ópera Nacional Inglesa. Ha dado conferencias en los Estados Unidos, Suiza y Alemania, así como la redacción de artículos para Opera trimestral, CPO Records, Naxos Records y Die Musikforschung. Dryden fue objeto de una entrada biográfica en el volumen 267 de Autores Contemporáneos, publicado en 2008. De 2000 a 2003, Dryden fue editor colaborador de la revista musical alemana Opernglas. Durante este tiempo, se destacó por las numerosas entrevistas que tratan con personalidades como Magda Olivero, Carlisle Floyd, Birgit Nilsson, Astrid Varnay, Wolfgang Wagner, Simonetta Puccini, Inge Borkh, Gina Cigna, Dame Eva Turner, María Carbone, Adelaida Saraceni, Virginia Zeani y Alejandro de Yugoslavia. Dryden también se hizo amigo autora Barbara Cartland.
Dryden puede ser acreditado para el avance de la investigación musical en el ámbito de los compositores de ópera italianos durante el fin de siglo que, hasta la llegada de sus obras, centrada casi exclusivamente en Puccini. Su descubrimiento de los manuscritos originales – ya sea de los compositores Giacomo Meyerbeer y Ruggiero Leoncavallo o autor E. T. A. Hoffmann – permitió a muchos archivos para adquirir material de un valor incalculable. Estos hallazgos también ayudaron a aclarar los datos históricos erróneos que se encuentran desde hace décadas en las guías de referencia, incluyendo el nuevo diccionario de la arboleda de la música y de los músicos y la enciclopedia alemana Musik in Geschichte und Gegenwart, entre otros. Si era simplemente la fecha inexacta de nacimiento de Leoncavallo, o que su ópera Edipo Re era únicamente una adaptación del anterior Der Roland von Berlin o que su Sardou basados en la Jeunesse de Figaro nunca existió fue, hasta estas publicaciones, relativamente, si no se por completo, desconocido. Dryden recibió su Ph.D. en 2003 de la Universidad de Marburgo, Alemania.

## Obras
- Riccardo Zandonai, A Biography, 1999. ISBN 0820436496
- Leoncavallo: Life and Works, 2007. ISBN 0810858800
- Franco Alfano, Transcending Turandot, 2010. ISBN 0810869705